# Carlos Rodríguez (tenniscoach)
Carlos Rodríguez (Argentinië, 1 januari 1964) is een Argentijns tenniscoach. Hij was van 1996 tot 2008 de coach van de Belgische tennisster Justine Henin. De samenwerking eindigde toen Justine Hennin in een persconferentie aangaf te stoppen met tennissen.
Carlos woont samen met zijn vrouw en twee kinderen in België.
In juni 2006, tijdens Roland Garros vierden Justine en Carlos tien jaar samenwerking.
Carlos Rodriguez (volledige naam Juan Carlos) is nu Belg, maar is wel van Argentijnse origine. Hij was in het verleden als speler actief op het Belgische circuit en behaalde er vele overwinningen in de reeks Heren 1.
Carlos was als coach van AFT (Franse vleugel van Tennisfederatie) ook coach van Dominique Monami.
Van augustus 2012 tot en met 2014 was hij coach van Li Na.

## Trivia
- Rodríguez liet in het televisieprogramma Koppen weten, veel liever naar voetbal dan naar tennis te kijken.